# Marek Ambibulus
Marek Ambibulus, Marcus Ambibulus, rzymski rycerz (ekwita), namiestnik (prefekt) prowincji Judei, w latach od 9 do 12 n.e.
Ambibulus, po grecku Ἀμβίβουλος, jest poprawnym odczytaniem jego imienia w Dawnych Dziejach Izraela według edycji Benedykta Niesego; starsze wydania mają Ἀμβίβουχος, które było zwykle odczytywane jako „Ambiwiusz”. Jedynym wydarzeniem za jego kadencji opisanym przez Józefa Flawiusza była śmierć siostry Heroda Wielkiego, Salome I, z przyczyn naturalnych. W testamencie zapisała swoje posiadłości cesarzowej Julii (Liwii Druzyllii).
To wszystko co wiemy o Marku Ambibulusie. Prawdopodobnie dobrze sprawował swój urząd, ponieważ złe rządzenie mogłoby doprowadzić nawet do rebelii, co na pewno odnotowałby Flawiusz. Jego milczenie sugeruje, że Ambibulus był dobrym administratorem. Do naszych czasów zachowały się jego monety wybijane w Judei.